# Frank Ordenewitz
Frank Ordenewitz (* 25. März 1965 in Dorfmark) ist ein ehemaliger deutscher Fußballspieler.

## Sportliche Laufbahn

### Vereinskarriere
Ordenewitz begann seine Karriere beim TSV Dorfmark. Er spielte in der Bundesliga zunächst sechs Spielzeiten für Werder Bremen und dann vier Jahre für den 1. FC Köln. Seinen Platz im Profikader der Bremer hatte sich der Angreifer zunächst durch eine torreiche Saison 1983 bei den Werder-Amateuren in der drittklassigen Oberliga Nord erkämpft.
Nach seiner Zeit in Köln stand er zwei Jahre in Japan bei JEF United Ichihara unter Vertrag. Zurück in Deutschland versuchte er sich beim Hamburger SV durchzusetzen. Das gelang ihm nicht und so wechselte der Stürmer Anfang 1996 zu Brummell Sendai in die 2. japanische Liga. Von dort wechselte er zum Rotenburger SV und 1997 zum VfB Oldenburg. Nach zwei Spielzeiten ging er zum TSV Ottersberg und danach zum VSK Osterholz-Scharmbeck, bei dem er seine Karriere beendete.

### Auswahleinsätze
Auf einer Südamerikareise der deutschen Nationalmannschaft im Winter 1987/88 unter Teamchef Franz Beckenbauer kam der ehemalige U-21-Nationalspieler zu seinem Debüt in der A-Elf des DFB. Er debütierte am 12. Dezember 1987 beim 1:1-Remis gegen Brasilien und wurde auch vier Tage später bei der 0:1-Niederlage gegen Argentinien eingesetzt.

## Berufliche Laufbahn
Seit dem 1. Juli 2012 ist er als Chefscout für den Nachwuchs bei Werder Bremen beschäftigt.

## Trivia
Im DFB-Pokalhalbfinale zwischen dem 1. FC Köln und dem MSV Duisburg am 7. Mai 1991 (Endstand: 3:0 für Köln) erhielt Ordenewitz die gelbe Karte, die ihn für das Finale (gegen Werder Bremen) gesperrt hätte. Daraufhin riet ihm der Kölner Trainer Erich Rutemöller, einen Platzverweis zu provozieren, den Ordenewitz dann fünf Minuten vor Spielende für mutwilliges Ballwegschlagen erhielt. Die Pflichtsperre hätte er dann normalerweise in einem Ligaspiel absitzen können. Der DFB schob dem einen Riegel vor und sperrte Ordenewitz nachträglich für das Endspiel. Erich Rutemöller sagte damals vor laufender TV-Kamera wörtlich: „Otze kam zu mir, und ich finde, man sollte ihm die Chance nicht nehmen, und da hab ich gesagt: ‚Mach et!‘“. Diese Aufforderung ist später in diversen Abwandlungen zum geflügelten Wort „Mach et, Otze!“ geworden.

## Statistik
- 1. Bundesliga
125 Spiele; 37 Tore Werder Bremen
126 Spiele; 30 Tore 1. FC Köln
21 Spiele; 1 Tor Hamburger SV

- DFB-Pokal
1 Spiel; kein Tor SV Werder Bremen Amateure
19 Spiele; 5 Tore SV Werder Bremen
13 Spiele; 6 Tore 1. FC Köln
1 Spiel; kein Tor VfB Oldenburg

- Europapokal
16 Spiele; 2 Tore SV Werder Bremen
16 Spiele; 4 Tore 1. FC Köln

## Erfolge
- 1985 Torschützenkönig der Oberliga Nord[6]
- 1985, 1986 und 1990 Deutscher Vize-Meister
- 1988 Deutscher Meister
- 1988 FIFA-Fairplay-Preis[2]
- 1989, 1991 DFB-Pokal-Finale
- 1994 Torschützenkönig der J. League

## Auszeichnungen
Ordenewitz wurde 1988 mit dem Fairplay-Preis der FIFA ausgezeichnet. Er hatte in einem Spiel von Werder Bremen gegen den 1. FC Köln dem Schiedsrichter ein von ihm begangenes Handspiel im eigenen Strafraum gestanden und damit Köln einen Elfmeter ermöglicht.

## Persönliches
Ordenewitz lebt in Bremen.